# NGC 3134
NGC 3134 is een lensvormig sterrenstelsel in het sterrenbeeld Leeuw. Het hemelobject werd op 6 februari 1878 ontdekt door de Amerikaanse astronoom David Peck Todd.

## Synoniemen
- MCG 2-26-31
- ZWG 64.88
- PGC 29722